# Komisija za peticije Državnega zbora Republike Slovenije
Komisija za peticije je bivša komisija Državnega zbora Republike Slovenije.

## Sestava
1. državni zbor Republike Slovenije
- izvoljena: 23. februar 1993
- predsednik: Brane Eržen (do 23. junija 1993), Irena Oman (od 23. junija 1993)
- podpredsednik: Dragan Černetič
- člani: Miroslav Geržina, Bojan Korošec (do 22. junija 1995), Andrej Lenarčič, Franc Potočnik, Ivan Sisinger, Ivan Verzolak (od 29. oktobra 1993)

2. državni zbor Republike Slovenije
- izvoljena: 16. januar 1997
- predsednik: Eda Okretič Salmič (do 25. maja 1997), Zoran Lešnik (od 25. maja 1997)
- podpredsednik: Davorin Terčon (do 15. maja 1997), Mirko Kaplja (od 15. maja 1997)
- člani: Samo Bevk, Stanislav Brenčič, Vincencij Demšar, Majda-Ana Kregelj-Zbačnik

3. državni zbor Republike Slovenije
- izvoljena: 1. februar 2001
- predsednik: Janez Drobnič
- člani: Aleksander Merlo, Franc Čebulj, Samo Bevk, Franci Rokavec, Vojko Čeligoj, Sonja Areh Lavrič